# Summer Challenge
Summer Challenge ist ein Sport-Computerspiel, das 1992 von Accolade veröffentlicht wurde.
Es können Wettkämpfe in acht verschiedenen olympischen Disziplinen ausgetragen werden. Durch Verwendung von Vektorgrafiken erfolgt die Darstellung in einer 3D-Ansicht (Third-Person-Perspektive). Neben dem Wettkampfmodus, bei dem sich bis zu zehn Spieler abwechselnd messen können, gibt es noch einen Trainingsmodus. Zudem können Wiederholungen des Spielgeschehens angesehen werden.

## Disziplinen
Die folgenden olympischen Sommer-Disziplinen stehen zur Auswahl:
- Kajakfahren
- Bogenschießen
- Hürdenlauf
- Hochsprung und Stabhochsprung
- Reiten
- Speerwurf
- Radsport

## Bewertungen
- Die Zeitschrift Power Play vergab in Ausgabe 12/1992 die Wertung „76 %“ für die PC-Version.